# Resolució 1885 del Consell de Seguretat de les Nacions Unides
La Resolució 1885 del Consell de Seguretat de les Nacions Unides fou adoptada per unanimitat el 15 de setembre de 2009. Preocupat per les amenaces a l'estabilitat a Libèria i a la subregió, en particular el tràfic de drogues, el tràfic d'armes i el crim organitzat, el Consell va decidir ampliar el mandat de la Missió de les Nacions Unides a Libèria (UNMIL) fins al 30 de setembre de 2010, autoritzant-la a prestar assistència al govern de Libèria a organitzar les eleccions generals i presidencials de 2011.
Per recomanació del Secretari General, el Consell també aplicarà la tercera fase de la retirada de la UNMIL, d'octubre de 2009 a maig de 2010, repatriant 2.029 efectius militars, de tal manera que només quedarà una força militar de 8.202 efectius, inclosos 250 en el Tribunal Especial de Sierra Leone, i mantenint el component policial en la seva força actual, i si cal, podrà reorganitzar temporalment les tropes entre la UNMIL i l'Operació de les Nacions Unides a Costa d'Ivori (UNOCI).